# خوسيه كارلوس غاسبار فيريرا
خوسيه كارلوس غاسبار فيريرا (بالبرتغالية: José Carlos Gaspar Ferreira) (7 سبتمبر 1943 بريو دي جانيرو في البرازيل - ) هو لاعب كرة قدم برازيلي في مركز الدفاع. لعب مع بوتافوغو ريغاتاس.